# Tajjüan
Tajjüan (kínaiul: 太原) nagyprefektúra szintű város Kínában. Sanhszi tartomány székhelye, Pekingtől kb. 400 km-re délnyugatra.
Vas- és acélgyártási, nehézgépipari és vegyipari központ. Lakosainak száma 5 304 061 fő (2020).

## Népesség
| Lakosok száma | 1 350 000 | 1 900 000 | 1 712 000 | 4 201 592 | 4 300 000 | 5 304 061 |
|               | 1970      | 1986      | 1991      | 2010      | 2013      | 2020      |

## Közlekedés
A városból indul a Tajjüan–Csiaoco nagysebességű vasútvonal.

## Fordítás
- Ez a szócikk részben vagy egészben  a   Taiyuan című angol Wikipédia-szócikk fordításán alapul.  Az eredeti cikk szerkesztőit annak laptörténete sorolja fel. Ez a jelzés csupán a megfogalmazás eredetét és a szerzői jogokat jelzi, nem szolgál a cikkben szereplő információk forrásmegjelöléseként.